# Houcine Rabii
Houcine Rabii (arabe : حسين ربيع), né le 8 novembre 1991 à Tataouine, est un footballeur international tunisien. Il évolue au poste d'arrière gauche.

## Biographie

### Club
Houcine Rabii évolue à l'Union sportive de Tataouine, à l'Espoir sportif de Jerba Midoun et à l'Espérance sportive de Zarzis. En 2015, il est transféré à l'Espérance sportive de Tunis.

### Équipe nationale
Il reçoit sa première sélection en équipe de Tunisie le 15 juin 2015 contre le Maroc ; ce match compte pour les éliminatoires du championnat d'Afrique des nations. Il est à nouveau sélectionné trois jours plus tard, face à la Libye.

## Carrière
- septembre 2013-juillet 2015 : Espérance sportive de Zarzis (Tunisie)
- juillet 2015-juillet 2021 : Espérance sportive de Tunis (Tunisie)
- janvier-août 2022 : Club sportif de Hammam Lif (Tunisie)
- depuis août 2022 : Espoir sportif de Hammam Sousse (Tunisie)

## Palmarès
- Vainqueur du championnat de Tunisie en 2017, 2018, 2019, 2020 et 2021
- Vainqueur de la coupe de Tunisie en 2016
- Vainqueur du championnat arabe des clubs en 2017
- Vainqueur de la Ligue des champions de la CAF en 2018 et 2019